# Moyale (huyện)
Huyện Moyale là một huyện thuộc tỉnh Eastern ở Kenya. Theo điều tra dân số ngày 24 tháng 8 năm 1999, huyện này có dân số 53479 người. Huyện Moyale có diện tích 9390 km². Huyện lỵ đóng tại Moyale.